# Mali moškatnik
Mali moškatnik znanstveno ime Calosoma inquisitor) je vrsta plenilskih hroščev iz družine krešičev. 
Razširjen je po Severni Afriki in po Evropi do južne Skandinavije ter po delih Azije. V Sloveniji je pogost na toplejših legah in v svetlih gozdovih, kjer odrasli hrošči, ki so dobri letalci, lovijo gosenice v krošnjah dreves. Tudi njihove ličinke živijo v krošnjah. Vrsta živi tudi po več let.